# 찰스 맬릭 휘트필드
찰스 말릭 휫필드(Charles Malik Whitfield, 1972년 8월 1일 ~ )는 미국의 배우, 영화 제작자이다.
브롱크스에서 태어났다.

## 출연 작품
- 더 원 유 네버 포겟 (2019년) - 사일러스 러셀 역
- 스탭스 오브 페이스 (2014년)
- 조각가 (2011년) - 레오 역
- 데이 인 더 라이프 (2009년)
- 블루 (2009년)
- 트루리 브레시드 (2009년)
- 노토리어스 (2009년)
- 레이디 포토그래퍼의 유혹 (2005년)
- 가디언 (2001년)
- 에너미 라인스 (2001년) - Capt. 로드웨이 역
- 더 플레이어즈 코트 (2000년)
- 프레쉬 (1994년)
- 법과 질서 (1990년)
- 원 라이프 투 리브 (1968년)

### 텔레비전
- The Temptations (1998) - 오티스 윌리엄스 역
- 수퍼내추럴 시즌1 (2005년)